# Miyetti Allah
L'Associació de criadors de bestiar Miyetti Allah de Nigèria (en anglès: Miyetti Allah Cattle Breeders Association of Nigeria, abreujat, MACBAN) és un grup de defensa partidista lliure centrat en la promoció del benestar dels pastors fulbe a Nigèria. L'organització va ser fundada a principis dels anys 70 amb seu a Kaduna. Va entrar en funcionament legalment el 1979 i va obtenir una acceptació més àmplia com a grup de defensa el 1987.
El MACBAN representa els interessos d'uns 100.000 seminòmades i nòmades del país.

## Nom
Miyetti Allah significa "Dono gràcies a Déu" en Ful.

## Història
Els registres oficials de la història primerenca dels Miyetti Allah són escassos, la història oral d'alguns membres la remunten a la dècada de 1960, mentre que d'altres a 1972, quan l'associació es va formar a Kaduna. Els primers membres de l'associació estaven eren en gran part d'ètnia fulbe. A la dècada de 1970, l'organització estava dirigida per Muhammadu Sa'adu, amb membres als Estats de Kaduna i Plateau. Sa'adu, que va néixer a Jos però va passar la seva edat adulta a Kaduna, va ser una figura clau en les campanyes per aconseguir que s'incorporessin nous membres.
Malgrat les millors intencions de l'organització, algunes comunitats fulbe l'han percebuda com una organització ineficaç alineada amb el govern. Com a resultat, algunes comunitats han recorregut a formar els seus propis grups de vigilants.

## Missió
Un dels principals objectius del MACBAN és el de ser l'organització paraigua dels ramaders fulbe del país. Les activitats de l'organització impliquen l'enllaç amb el govern en nom dels ramaders, els drets d'ús de la terra, l'educació nòmada i la resolució de conflictes entre ramaders i agricultors. El grup també recolza la protecció i l'augment de les reserves de pasturatge per als ramaders del país. Tanmateix, no tots els pastors pretenen quedar-se dins de les reserves de pasturatge i l'organització proporciona informació per fer-los arribar a un compromís.

## Estructura
La junta directiva del grup està dirigida pel sultà de Sokoto, que rep finançament de la junta i d'altres donants. El president nacional és elegit cada quatre anys. La seu de l'organització es troba a Kaduna.